# Astèrope (estrella)
Astèrope, oficialment Sterope, és el nom que comparteixen dos estels que pertanyen al cúmul obert de les Plèiades, a la constel·lació del Taure.
Es tracta dels estels amb la denominació Flamsteed de 21 del Taure i 22 del Taure, i reben el nom d'Astèrope I i Astèrope II, respectivament.
També són anomenades com Astèrope I i Astèrope II.
Ambdues estan separades 2'24" d'arc. No formen un sistema binari, car s'hi troben a una distància aproximada entre elles de 33 anys llum.
Estan situades a una distància aproximada entre 350 i 400 anys llum de la Terra.